# 富本一枝

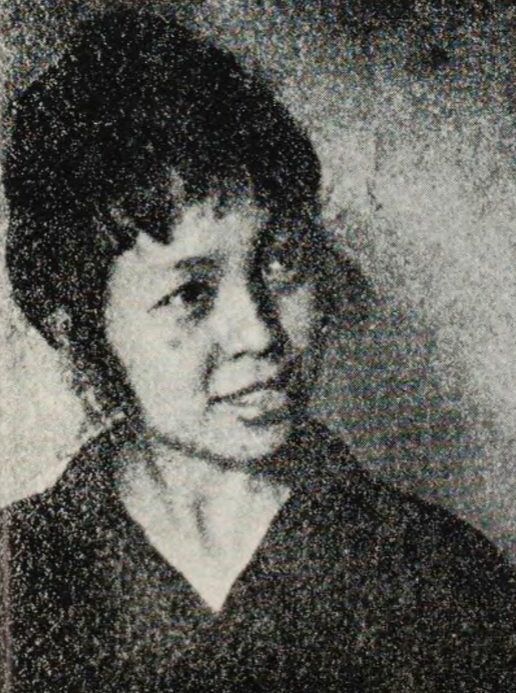
富本一枝（尾竹紅吉）

富本 一枝（とみもと かずえ、1893年4月20日 - 1966年9月22日）は、日本の明治時代〜昭和時代の画家、随筆家、婦人運動家。富山県富山市出身。旧姓は尾竹一枝。筆名、尾竹紅吉（おたけ べによし）。

## 経歴

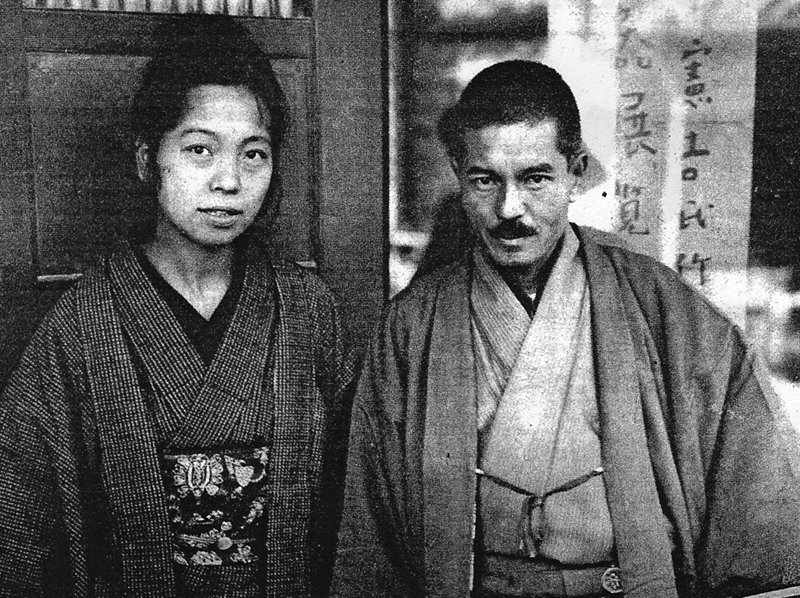
夫の富本憲吉とともに（1923年11月6日）

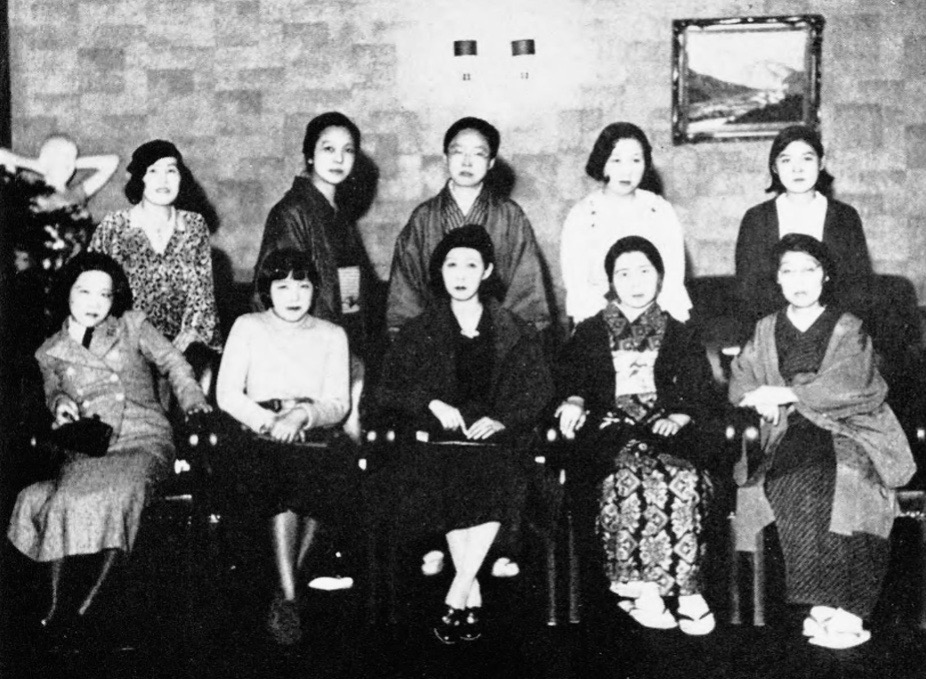
1934年4月16日、公開されて間もないアメリカ映画『生活の設計』について語る座談会が日比谷ダイビルのレインボーグリルで開かれた。前列左から、林芙美子、三宅艶子、原信子、円地文子、長谷川時雨。後列左から、長谷川春子、富本一枝、岡田禎子、松山房枝、松山みつえ。

日本画家尾竹越堂の長女として生まれる。夕陽丘高等女学校卒業、1910年に女子美術学校日本画選科に入学するが中退。平塚らいてうに心酔し、『青鞜』創刊翌年の明治45年（1912年）に青鞜社に入社、紅吉を名乗り、随筆や詩の執筆、また1周年記念号の表紙を担当する等、積極的に活動する。しかし、らいてうとの同性愛関係や、バーでの飲酒（「五色の酒事件」）、吉原遊廓の見学（「吉原登楼事件」）などがスキャンダルを呼び、「新しい女」の一人として批判され、10月には青鞜社を退社する。
同年4月、第12回巽画会展に初出品した『陶器』が三等賞を受賞、1913年第13回巽画会展に出品した『枇杷の実』が一等褒状を受ける。
大正3年（1914年）、森鷗外の支援を受け、純芸術雑誌『番紅花』（さふらん）を主宰創刊する。同年富本憲吉と結婚。共同で陶芸を制作する他、富本一枝の名で文芸活動を行う。憲吉との間には1男2女を儲けるが、昭和21年（1945年）には別居した。
戦後は書店を経営し、『暮しの手帖』に多くの童話を載せるなど、晩年まで執筆活動を続けた。童話は没後に『お母さんが読んで聞かせるお話』として暮しの手帖社から出版された。

## 作品
- 「太陽と壺」 『青鞜』表紙 第2巻第4号
- 「アダムとイブ」 『青鞜』表紙 第3巻第1号

## 刊行本
- 新しい女は瞬間である 尾竹紅吉/富本一枝著作集 富本一枝 尾竹紅吉 (著), 足立元 (編集) 皓星社 2023/8/18